# The Other Girl (film 1914)
The Other Girl è un cortometraggio muto del 1914 diretto da E.H. Calvert. Il film è interpretato da Francis X. Bushman e Ruth Stonehouse. Tra gli attori, anche l'attrice Lillian Drew, la moglie del regista, che qui usa il nome di Mrs. E.H. Calvert.

## Trama
Un ricco giovanotto si scontra con il desiderio di sua madre di vederlo accasato con una ragazza della sua stessa condizione quando lui decide, invece, di convolare a nozze con una fanciulla senza il becco di un quattrino.

## Produzione
Il film fu prodotto dalla Essanay Film Manufacturing Company.

## Distribuzione
Distribuito dalla General Film Company, il film - un cortometraggio a due bobine - uscì nelle sale cinematografiche statunitensi il 20 febbraio 1914.